# محلول قياسي

## المادة القياسية الأولية
1. هي مادة موزونة.
2. يمكن تحضير محلول مضبوط منها معلوم التركيز.
3. يمكن استخدام المحلول عندئذ في عمليات المعايرة لإيجاد وبدقة تراكيز محاليل أخرى.
4. لذلك يجب توافرها نقية تماما.
5. ولا تحوي على الماء المتبلور (بصورة مثالية) بسبب تغير ثبات صيغة المركب (المشكل للمادة) فقد يستطيع إضافة أو طرح كمية غير معروفة من هذا الماء.
6. كما يجب أن لا تتأثر المادة عند تعرضها للهواء، أي أنها لا تتفاعل مع الأوكسجين، أو ثاني أوكسيد الكاربون، أو بخار الماء.

ووضح من خلال التجارب أن هنالك قليل من المواد التي تكون مواد قياسية أولية مثالية، وهيدروكسيد الصوديوم غير ملائم لأنه يلتقط ثاني أوكسيد الكاربون من الجو بشكل سريع عند إخراجه من العبوة.

### شروط المادة القياسية الأولية
1. ذات تركيبة معروف ويسهل الحصول عليها بدرجة عالية من النقاوة (100%)أو من السهل تنقيتها بعد الكشف أو معرفة الشوائب التي تحتويها بحيث لا تتجاوز(0.1 - 0.2)%، كما يسهل تجفيفها (<oC110 - 120oC) وحفظها في حالة نقية، ومن الصعب أن تتوفر هذه المميزات في المواد المائية Hydrated لأن من الصعب التخلص من الرطوبة السطحية تماماً بدون أن يحدث انحلال جزئي.
2. أن تكون المادة غير متميعة (Non hygroscopic) كما يجب ألا تكون قابلة لأي تغير فيها خلال عملية الوزن.
3. يجب أن تكون المادة سهلة الذوبان في الماء تحت الظروف التي تستعمل فيها.
4. يجب أن يكون وزنها المكافئ كبير حتى تصبح أخطاء الوزن في حدود الإهمال.
5. أن يكون التفاعل مع المادة القياسية من التفاعلات التي تظهر تماماً عند نقطة التكافؤ Stoichoimetric point، وأن يتم بسرعة، وأن يكون خطأ المعايرة صغير يمكن إهماله أو يمكن حسابه بدقة.
6. يجب ألا يكون محلول المادة القياسية الأولية ملونًا قبل أو بعد انتهاء عملية المعايرة منعًا لتداخل لونها مع لون الدليل المستعمل لإيجاد نقطة انتهاء التفاعل.
7. يجب ألا تتأثر بالضوء، ودرجات الحرارة، والغبار، والمواد العضوية.

## مواصفات المحلول القياسي
1. أن يبقى تركيزه ثابت لبضعة أشهر.
2. أن يكون التفاعل بين مادة المحلول القياسي والمادة المراد تقديرها تفاعلا سريعا.
3. أن يكون التفاعل تام وغير عكسي وذلك ضروري للحصول على نقطة تكافؤ واضحة.
4. إمكانية التعبير عن التفاعلات بالمعادلات الكيميائية المتوازنة.
5. أن يعطي كاشف المحلول القياسي نقطة تكافؤ واضحة يعول عليها حسابيا في تقدير المادة المجهولة.

® المادة المستعملة في تحضير المحلول القياسي تسمى المادة القياسية الاولية (primery standard material)، والتي يمكن تحضير المحلول منها بالوزن المباشر.

## تحضير المحاليل القياسية
المحلول القياسي هو محلول معلوم التركيز بدقة متناهية، و لهذا يجب العمل بدقة أثناء تحضير المحاليل القياسية؛ لأنها ستُستخدَم لاحقا لتحديد تراكيز المواد المجهولة (أو العينات).
توجد طريقتان لتحضير المحاليل القياسية، وذلك وفقا لطبيعة المركب الكيميائي المستخدم في التحضير.

### أ– الطريقة المباشرة
طريقة التحضير تتلخص بما يلي:
- تجفف المادة الثابتة لطرد آثار الرطوبة التي تحتويها وهو الأفضل، أو تؤخذ الرطوبة والشوائب الأخرى بعين الاعتبار عند حساب وزن الكمية اللازمة للتحضير.
- وعملية الوزن تتم بواسطة ميزان تحليلي حساس، ويجب الانتباه إلى دقة الوزن
- بعدها تحل المادة المذابة حتى الحجم المطلوب في دورق عياري.

ويمكننا تحضير العديد من المواد بالطريقة المباشرة مثل حمض الأكساليك، وبيكربونات الصوديوم أو البوتاسيوم، وكلوريد الصوديوم أو البوتاسيوم، وكربونات الصوديوم أو البوتاسيوم، ونترات الفضة، وغيرها.

### ب– الطريقة غير المباشرة
تُستخدَم لتحضير المحاليل القياسية للمركبات الكيميائية التي لا تتوفر فيها إحدى الشروط السابقة الذكر، ويمكننا تحضير المحاليل القياسية للمركبات النقية الصلبة، مثل القلويات التي تعتبر شرهة للماء كهيدروكسيد الصوديوم أو البوتاسيوم أو المركبات السائلة الموجودة في محاليل مائية، مثل حمض الهيدروكلوريك، وحمض الكبريتيك، وحمض النيتريك، وهيدروكسيد الأمونيوم...إلخ أو المواد القابلة للتفكك مثل فوق أكسيد الهيدروجين وكذلك المواد السهلة التطاير، مثل اليود.
ولتحضير المحاليل القياسية بالطريقة غير المباشرة نتبع الخطوات التالية:
1. تحضير محلول يزيد تركيزه عن التركيز المطلوب بنسبة 10–20٪ بالطريقة المباشرة.
2. يعاير المحلول المحضر باستخدام محلول قياسي محضر بدقة.
3. يحسب تركيز المحلول المحضر و من ثَم يُخفف إلى التركيز المطلوب بدقة.
4. يتم التحقق من تركيز المحلول القياسي الناتج عن التخفيف بمحلول قياسي آخر محضر بدقة و بشكل مسبق.